# Župnija Ribno
Župnija Ribno je rimskokatoliška teritorialna župnija Dekanije Radovljica Nadškofije Ljubljana. Župnijska cerkev v Ribnem je posvečena sv. Jakobu, apostolu.